# Anagallis alternifolia
Anagallis alternifolia là một loài thực vật có hoa trong họ Anh thảo. Loài này được Cav. mô tả khoa học đầu tiên năm 1800.